# Chris Slade
Pour les articles homonymes, voir Slade (homonymie).
Chris Slade est un batteur britannique, né le 30 octobre 1946, principalement connu pour avoir été le batteur de Tom Jones, puis membre des groupes Manfred Mann's Earth Band, The Firm et AC/DC.

## Biographie
Chris fait son apprentissage en jouant dans des marching bands d'écoliers. Il commence sa carrière professionnelle avec le groupe de Tom Jones.
Il joue notamment avec le Count Basie Orchestra avant d'enchaîner les sessions les plus diverses en tant que « requin de studio ».[réf. nécessaire] De 1971 à 1978, il fait partie du Manfred Mann's Earth Band.
Il reprend ensuite ses activités de « requin de studio ». Il joue notamment avec Uriah Heep, pour qui il enregistre un album (Conquest) en 1980 et avec David Gilmour (ex-Pink Floyd) avec qui il part en tournée.
C'est en 1984 que Jimmy Page l'embauche au sein de The Firm, dont le chanteur est alors Paul Rodgers. Il enregistrera les deux albums du groupe avant que celui-ci ne se dissolve, en 1986.
Chris Slade remplace ensuite Cozy Powell auprès de Gary Moore avant de rejoindre AC/DC en 1989.
Avec AC/DC, il enregistra l'album The Razors Edge (1990), l'album live Live (1992) ainsi que le single Big Gun (1993) puis devra quitter le groupe en 1994 à la suite du retour inopiné de Phil Rudd.
Il arrête ensuite quelque temps la batterie, puis joue brièvement avec Asia en 1999 qu'il rejoint en 2001 et qu'il quitte en septembre 2005 pour mieux se consacrer à de multiples projets.
Pendant les ennuis de justice de Phil Rudd en 2014 et 2015, Chris Slade reprend la place de batteur pour la tournée Rock or Bust-tour. Le 7 février 2015, la veille de la prestation d'AC/DC aux Grammy Awards, il officialise son retour au sein du groupe pour les Grammys ainsi que pour le Rock or Bust World Tour.

## Discographie

### Tom Jones
- Along Came Jones (1965)
- A-Tom-ic Jones (1966)
- From The Heart (1966)
- Green, Green Grass of Home (1967)
- Live: at the Talk of the Town (1967)
- 13 Smash Hits (1967)
- Delilah (1968)

### Toomorrow
- Toomorrow (1970)

### Tom Paxton
- How Come The Sun (1971)

### Manfred Mann's Earth Band
- Manfred Mann's Earth Band (1972)
- Glorified Magnified (1972)
- Messin' (1973)
- Solar Fire (1973)
- The Good Earth (1974)
- Nightingales and Bombers (1975)
- The Roaring Silence (1976)
- Watch (1978)

### Terra Nova
- Terra Nova (1978)

### Kai Olsson
- Crazy Love (1979)

### Frankie Miller
- Falling In Love (1979)

### Uriah Heep
- Conquest (1980)

### Gary Numan
- I, Assassin (1982)

### Denny Laine
- Anyone Can Fly (1982)

### David Gilmour
- David Gilmour In Concert Hammersmith Odeon (1984)

### The Firm
- The Firm (1985)
- Mean Business (1986)

### AC/DC
- The Razors Edge (1990)
- Live at Donington (1991)
- Razors Edge World Tour (1990-1991)
- Live (1992)
- Big Gun (single) (1993)
- Rock or Bust World Tour (2015- 2016)

### Asia
- Aura (2001)
- Silent Nation (2004)

### Bloodstock
- Creator of Worlds

### Damage Control
- Raw (2006)

### The Chris Slade Timeline
- The Chris Slade Timeline vol. 1 (EP) (2014)